# 毛羽健
毛羽健（?—?），號芝田（或芝台）。湖广公安县（今屬湖北）人。明末政治人物。
天啟二年（1628年）成壬戌科進士，兵部观政，本年授四川萬縣知縣，四年本省同考，五年轉調巴縣，崇祯元年入京考选為雲南道御史，二年管节慎库，管章奏，三年管西城，因彈劾|杨维垣、阮大铖被革职除籍。崇禎時起復原官。與劉懋建議裁驛。裁驛的結果使大量的驛卒無路可走，最後鋌而走險，李自成即在其中。
袁崇焕以“五年复辽”自许，對此，毛羽健表示：“督师袁祟焕对陛下曰五年灭敌。臣心壮之。然恐此语非平日成算。”後來袁崇焕因事下狱，主事陆澄原彈劾羽健是崇焕黨人，落职归里。不久卒。